# Eudocia Comnena (signora di Montpellier)
Eudocia Comnena (in greco Εὐδοκία Κομνηνή?, Eudokia Komnēnē; 1160 circa – 1203 circa) era una parente dell'imperatore bizantino Manuele I Comneno e moglie di Guglielmo VIII di Montpellier.

## Biografia
La provenienza di Eudocia Comnena è stata oggetto di controversie accademiche. Non è menzionata in nessuna fonte bizantina contemporanea, mentre le fonti occidentali la descrivono ambiguamente come parente di Manuele I Comneno (1143-1180). Pertanto, la sua precisa collocazione all'interno dei Comneni rimane incerta, con studiosi recenti che suggeriscono che fosse figlia del fratello di Manuele, il sebastocratore Isacco Comneno, figlio dell'imperatore bizantino Giovanni II Comneno (r. 1118-1143), o di suo nipote, il protostratore Alessio Comneno, figlio del sebastocratore Andronico Comneno, anch'egli figlio dell'imperatore Giovanni.
Eudocia Comnena fu inviata in Provenza da Manuele nel 1174 per essere promessa in sposa a un figlio della famiglia reale di Aragona-Barcellona. Secondo un'inattendibile narrazione dei trovatori, il marito previsto doveva essere il loro figlio maggiore, il re Alfonso II d'Aragona (che aveva appena sposato Sancha di Castiglia). Gli Annali della città di Pisa indicano che il futuro sposo sarebbe stato il fratello minore di Alfonso, Raimondo Berengario III, conte di Provenza. Il progetto del matrimonio mirava a contrastare l'influenza dell'imperatore Federico I attraverso un'alleanza aragonese e provenzale con l'imperatore Manuele I di Costantinopoli. Tuttavia, il fidanzamento fu interrotto dall'imperatore Federico I in qualità di signore della contea di Provenza e l'imperatore propose Guglielmo di Montpellier come alternativa adatta a diventare suo marito. Il fidanzamento con Raimondo Berengario terminò al più tardi nel 1179. Il conte Raimondo morì nel 1181, casualmente a Montpellier.
Come disse il trovatore Peire Vidal, il giovane re aveva preferito una povera fanciulla castigliana al cammello d'oro dell'imperatore Manuele.
Dopo molte indecisioni, Eudocia sposò Guglielmo VIII di Montpellier nel 1180, ponendo come condizione (che tutti i cittadini maschi di Montpellier dovevano giurare) che il loro primogenito, maschio o femmina, gli sarebbe succeduto nella signoria di Montpellier.
Eudocia è stata talvolta descritta dai contemporanei, tra cui i trovatori Folchetto di Marsiglia e Giraut de Bornelh, come un'imperatrice (in occitano: emperairitz) e si diceva comunemente che fosse figlia dell'imperatore Manuele, il che ha portato a una certa confusione tra gli autori moderni sui suoi legami familiari. Altre fonti, come Guillaume de Puylaurens, la identificano semplicemente come parente di Manuele.
Guglielmo VIII ed Eudocia ebbero una figlia, Maria di Montpellier, nata nel 1182. Nell'aprile del 1187 il marito divorziò da lei (perché incoraggiava le avances di Folchetto di Marsiglia, secondo le Biographies des Troubadours; perché Guglielmo VIII voleva un erede maschio, secondo documenti probabilmente più affidabili). Eudocia fu quindi rinchiusa nel monastero di Aniane e prese i voti come monaca benedettina. Morì intorno al 1203, poco prima del matrimonio della figlia con il re Pietro II d'Aragona.

## Ascendenza
|                     |   |                       | Genitori               |  |  | Nonni |  |  | Bisnonni          |  |  | Trisnonni        |  |
|                     |   |                       |                        |  |  |       |  |  | Alessio I Comneno |  |  | Giovanni Comneno |  |
|                     |   |                       |                        |  |  |       |  |  | Alessio I Comneno |  |  | Giovanni Comneno |  |
|                     |   | Anna Dalassena        |                        |  |  |       |  |  | Alessio I Comneno |  |  |                  |  |
| Giovanni II Comneno |   |                       |                        |  |  |       |  |  | Alessio I Comneno |  |  |                  |  |
|                     |   | Irene Ducaena         | Giovanni Comneno       |  |  |       |  |  |                   |  |  |                  |  |
|                     |   | Irene Ducaena         | Giovanni Comneno       |  |  |       |  |  |                   |  |  |                  |  |
|                     |   | Irene Ducaena         | Maria di Bulgaria      |  |  |       |  |  |                   |  |  |                  |  |
| Isacco Comneno      |   | Irene Ducaena         |                        |  |  |       |  |  |                   |  |  |                  |  |
|                     |   | Ladislao I d'Ungheria | Béla I d'Ungheria      |  |  |       |  |  |                   |  |  |                  |  |
|                     |   | Ladislao I d'Ungheria | Béla I d'Ungheria      |  |  |       |  |  |                   |  |  |                  |  |
|                     |   | Ladislao I d'Ungheria | Richeza di Polonia     |  |  |       |  |  |                   |  |  |                  |  |
| Piroska d'Ungheria  |   | Ladislao I d'Ungheria |                        |  |  |       |  |  |                   |  |  |                  |  |
|                     |   | Adelaide di Svevia    | Rodolfo di Rheinfelden |  |  |       |  |  |                   |  |  |                  |  |
|                     |   | Adelaide di Svevia    | Rodolfo di Rheinfelden |  |  |       |  |  |                   |  |  |                  |  |
|                     |   | Adelaide di Svevia    | Adelaide di Savoia     |  |  |       |  |  |                   |  |  |                  |  |
| Eudocia Comnena     |   | Adelaide di Svevia    |                        |  |  |       |  |  |                   |  |  |                  |  |
|                     | … | …                     |                        |  |  |       |  |  |                   |  |  |                  |  |
|                     | … | …                     |                        |  |  |       |  |  |                   |  |  |                  |  |
|                     | … | …                     |                        |  |  |       |  |  |                   |  |  |                  |  |
| …                   | … |                       |                        |  |  |       |  |  |                   |  |  |                  |  |
|                     |   | …                     | …                      |  |  |       |  |  |                   |  |  |                  |  |
|                     |   | …                     | …                      |  |  |       |  |  |                   |  |  |                  |  |
|                     |   | …                     | …                      |  |  |       |  |  |                   |  |  |                  |  |
| Irene Synadene      |   | …                     |                        |  |  |       |  |  |                   |  |  |                  |  |
|                     |   | …                     | …                      |  |  |       |  |  |                   |  |  |                  |  |
|                     |   | …                     | …                      |  |  |       |  |  |                   |  |  |                  |  |
|                     |   | …                     | …                      |  |  |       |  |  |                   |  |  |                  |  |
| …                   |   | …                     |                        |  |  |       |  |  |                   |  |  |                  |  |
|                     |   | …                     | …                      |  |  |       |  |  |                   |  |  |                  |  |
|                     |   | …                     | …                      |  |  |       |  |  |                   |  |  |                  |  |
|                     |   | …                     | …                      |  |  |       |  |  |                   |  |  |                  |  |
|                     |   | …                     |                        |  |  |       |  |  |                   |  |  |                  |  |